# Ielena Bréjniva
Ielena Víktorovna Bréjniva (en rus Елена Викторовна Брежнива) (Tula, 4 de gener de 1990) és una ciclista russa especialista en el ciclisme en pista. S'ha proclamat campiona d'Europa en velocitat per equips, el 2013 i el 2014.
El 2016 va ser suspesa durant quatre anys per violar els criteris antidopatge.

## Palmarès
- 2013
  -  Campiona d'Europa en Velocitat per equips (amb Olga Streltsova)
  -  Campiona de Rússia en Velocitat per equips
  -  Campiona de Rússia en Keirin
- 2014
  -  Campiona d'Europa en Velocitat per equips (amb Anastassia Vóinova)